# 黄屋城村
黄屋城村，位于中国广东省韶关市南雄市百顺镇，为韶关市南雄市的一个市、县级文物保护单位，类型为古建筑，公布时间为2006年6月12日。
黄屋城村的历史年代为明至清。